# Emiel Planckaert
Pour les articles homonymes, voir Planckaert.
Emiel Planckaert, né le 22 octobre 1996 à Courtrai, est un coureur cycliste belge. Ses frères Baptiste et Edward sont également cyclistes.

## Palmarès et résultats

### Palmarès par année
- 2013
  - 2e du championnat de Flandre-Occidentale sur route juniors
- 2014
  - 3e du Tour de Haute-Autriche juniors
- 2015
  - Kermesse de Beitem
  - 2e de l'Omloop van de Grensstreek
  - 3e du Grand Prix de la Magne
- 2016
  - Grand Prix des Marbriers
  - 2e du Grand Prix de Bavay
- 2017
  - 1re étape du Tour de Moselle
  - 2e du Tour de Moselle
- 2023
  - 2e du championnat de Flandre-Occidentale sur route

### Classements mondiaux
| Année           | 2015 | 2016 |
| --------------- | ---- | ---- |
| UCI Europe Tour | 698e | 779e |